# ミゲール・バレラ
ミゲール・バレラ（スペイン語: Miguel Angel Barrera Estrada, 男性、1978年11月15日 - ）は、コロンビアのプロボクサー。コルドバ県カナレーテ出身。元IBF世界ミニマム級王者。
スピードを生かした攻撃型のボクサー。左右のパンチの切れ味が鋭いのが特徴。
愛称はハリケーンのスペイン語表記のEl Huracan。
第3戦までもつれたIBF世界ミニマム級タイトルマッチでのロベルト・カルロス・レイバとの激しい打撃戦になった対決は有名。デビューから25歳で引退するまでミニマム級一筋でリングに上がった。

## 来歴
1998年11月15日、プロデビュー戦を行い3回TKO勝ちでデビュー戦を白星で飾った。
その後は2001年7月27日の試合を8回判定でクリアして無敗をキープした。
2001年9月28日、地域タイトルや国内タイトルなどを得ずに自力でランカーに上り詰めて念願の世界挑戦が初の海外試合であるメキシコのリングに登場した。バハ・カリフォルニア州エンセナーダのギムナシオ・オスカー・ティグレ・ガルシアにてロベルト・カルロス・レイバと対戦した。試合はバレラがペースを握り、レイハは無敗であったものの初の苦戦に陥れた。初回にダウンを奪って場内のファンを茫然とさせるびっくりダウンで先制。順調にリードを広げてスコアは2回終了時に3-0(3者とも20-18)とバレラがこのまま行くと無敗で世界王者戴冠が見えたが3回偶然のバッティングで負傷し試合終了。スコアカードの採点になったが規定により負傷引き分けに終わり、王座獲得に失敗した。
2002年8月9日、ネバダ州ラスベガスのオーリンズにて1年前に負傷引き分けに終わったロベルト・カルロス・レイハと再戦。試合は前回ダウンを奪ってリードを広げて快勝に見えたが負傷引き分けに終わり不良消化で終わった因縁の一戦に注目が集まった。序盤から打撃戦になり激しい打ち合いになった。その後も前回に続いて引き分けに終わるかに見えたが3-0(2者が115-113、116-112)の僅差判定勝ちを収め王座獲得成功した。
2003年3月22日、ネバダ州ラスベガスのマンダレイ・ベイ・イベント・センターにて三度ロベルト・カルロス・レイハとのダイレクトリマッチとなる第3戦。試合を観戦していたファンはこの試合で激しい打撃戦になった因縁カードで完全決着になるか注目を集めた。試合はバレラが丁寧な立ち上がりで的確にパンチを当ててダメージを集めた。3回ダウンを奪うとレイハはダウンし、レフェリーがカウントを途中で止めて試合終了。3回1分23秒KO勝ちを収め初防衛に成功し因縁対決に完全決着を付けた。
2003年5月31日、バハ・カリフォルニア州ティフアナのアウディトリオ・ミウニシパルにてエドガル・カルデナスと対戦しこの試合でもパワーで攻めるバレラに対し、カルデナスの技巧に苦しんだ。試合はダウンシーンがないまま徐々にロードを広げたカルデナスが最大7点リードのまま後半戦に突入。10回にダメージが蓄積されてパンチの力が落ちた所にカルデナスが隙をついてダウンを奪われた。初ダウンを喫したバレラは起き上がれずレフェリーがカウントを途中で止めて試合終了。10回1分46秒KO負けを喫しプロ初黒星を喫し王座から陥落した。この試合を最後に25歳で現役を引退した。

## 獲得タイトル
- 第11代IBF世界ミニマム級王座（防衛1）